# José María Olazábal

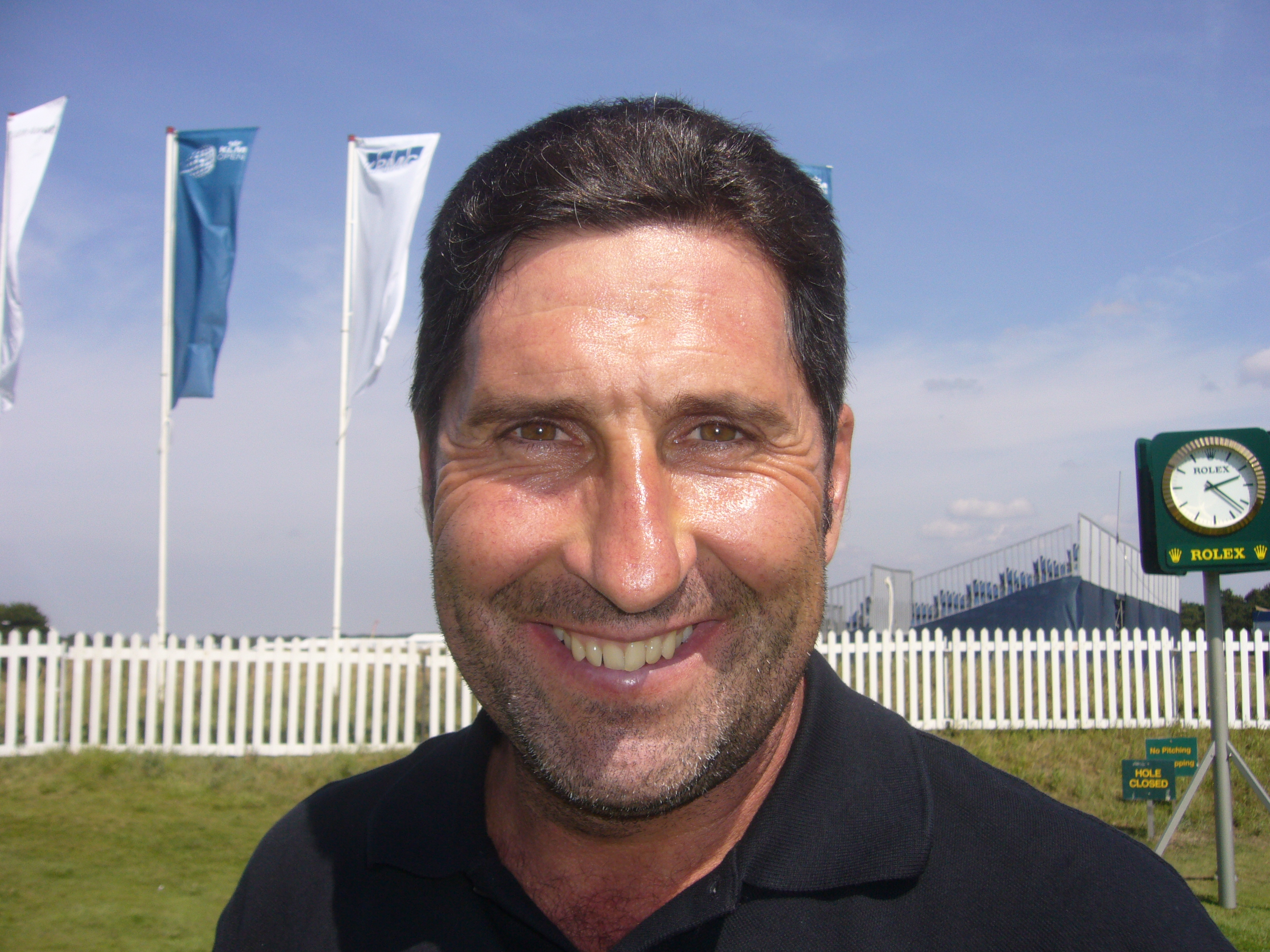
José María Olazábal

José María Olazábal Manterola, född 5 februari 1966 i Hondarribia, Baskien, är en spansk professionell golfspelare som har gjort succé både på PGA European Tour och PGA Tour och har vunnit två majors.
Olazábal slog igenom i golf 1986 då han under sin första säsong blev tvåa på den europeiska PGA-tourens Order of Merit vid 20 års ålder. Under de första nio säsongerna slutade topp tio varje år utom två, 1995 och 1996 då han råkade ut för en fotskada som befarades förstöra hans karriär. Men han återhämtade sig och slutade topp tio även 1997, 1999 och 2000. Han har mer än 20 titlar under sin karriär.
Båda Olazábals majors kom i USA, The Masters 1994 och 1999. Han har varit högt placerad i Masters flera gånger.
2000 började Olazábal att spela på den amerikanska PGA-touren och samtidigt behöll han sitt medlemskap på den europeiska. Han hade sitt bästa år på PGA-touren 2002, när han vann nästan två miljoner dollar och slutade på 24 plats i penningligan, men har inte nått de framgångar han hade i Europa på 80- och 90-talet. I maj 2005 hade han vunnit sex PGA-titlar, varav fem innan han blev fullvärdig medlem på touren.
Olazábal var med i det europeiska Ryder Cup-laget 1987, 1989, 1991, 1993, 1997, 1999 och 2006. Han hade ett framgångsrikt spel tillsammans med sin spanske kollega Severiano Ballesteros.

## Meriter

### Majorsegrar
- 1994 The Masters Tournament
- 1999 The Masters Tournament

### Segrar på Europatouren
- 1986 Ebel European Masters, Swiss Open, Sanyo Open
- 1988 Volvo Belgian Open, German Masters
- 1989 Tenerife Open, KLM Dutch Open
- 1990 Benson & Hedges International Open, Carroll's Irish Open, Lancome Trophy
- 1991 Open Catalonia, Epson Grand Prix of Europe
- 1992 Turespana Open de Tenerife, Open Mediterrania
- 1994 Turespana Open Mediterrania, Volvo PGA Championship
- 1997 Turespana Masters Open de Canarias
- 1998 Dubai Desert Classic
- 2000 Benson and Hedges International Open
- 2001 Open de France, Hong Kong Open

### Segrar på PGA-touren
- 1990 NEC World Series of Golf
- 1991 The International
- 1994 NEC World Series of Golf
- 2002 Buick Invitational

### Övriga professionella segrar
- 1989 Visa Taiheiyo Masters (Japan)
- 1990 Visa Taiheiyo Masters (Japan)

### Amatörsegrar
- 1983 Italian Open Amateur Championship, Spanish Open Amateur Championship, British Boys Amateur Championship
- 1984 The Amateur Championship, Belgian International Youths Championship, Spanish Open Amateur Championship
- 1985 British Youths Amateur Championship